# K-1
K-1 је светски позната кик бокс промотивна организација са седиштем у Токију (Јапан). Основао ју је Казаијуши Иши, бивши кјокушин каратиста. У власништву је ФЕГ-а, куће која организује борилачке турнире, како у Јапану, тако и на светском нивоу. К-1 обједињује технике из следећих спортова: муаи таи, карате, бокс, кик-бокс, савате, теквондо. Данас је К-1 најсличнији кик-боксу, али у К-1 су, за разлику од кик-бокс правила, дозвољени ударци коленима.
Постоје К-1 Регионални Елиминациони Турнири, чији се победници пласирају даље, а свачији циљ је учешће на завршном К-1 Светском Турниру.

## Настанак
К-1 настао је на иницијативу Казајуши Ишија, кјокушин каратисте, који је основао своју промотерску кућу 1980. како би промовисао најбоље светске борце. У прво време правила су више личила оним из каратеа, али су временом прерасла у кик-бокс правила, због атрактивности. Иши је 1993. основао К-1 као кик-бокс организацију.

## К-1 Светски турнир
Током године одржава се 6 великих К-1 турнира, и 4 К-1 МАКС турнира, чији се победници пласирају на турнир „К-1 Финалне Елиминације“. Овај турнир се традиционално одржава у Осака Дому, и учествује 16 бораца, по систему 1/8 финала. Победници, њих 8, учествује на завршном светском турниру, који се одржава у Токио Дому. Тај финални К-1 Светски турнир је прави спектакл, где 8 бораца исте вечери ради 1/4 финалне борбе, након кратке паузе победници раде 1/2 финала и након тога следи велико финале 2 најбоља борца на свету. Победник за једно вече мора да победи у 3 изузетно тешка меча, да би освојио титулу.

## Правила
- меч траје 3-5 рунди, од по 3 минута.
- меч може завршити нокаутом, техничким нокаутом, одлуком, нерешено, или да нема исход.
- судија и лекар имају пуно право да прекину меч.
- меч је бодован од стране 3 судије, по систему: победник рунде 10 бодова, поражени 9 или мање.
- ако је нерешено након 3 рунде, борци раде још једну или две додатне рунде, да би се добио победник.
- важи правило 3 нокдауна - у једној рунди, значе прекид меча и технички нокаут.
- важи правило да судија на сваком нокдауну мора да одброји до 8.
- борца може да спаси звоно само на истеку последње рунде.

## Недозвољени потези
- ударац главом или лактом.
- ударац у препоне.
- примена рвања или џудо бацања.
- дављење и уједање противника.
- ударац у грло и врат.
- ударац док је противник на земљи или покушава да устане.
- ударац након судијског знака за брејк.
- држање за конопце.
- вређање судије.
- ударац у потиљак.
- пасивност у борби и држање противника.
- ударање противника више од једном дог га држи за ногу, којом је овај пробао да зада ударац.

Борац се прво опомиње вербално, ако настави добија жути картон и -1 бод, а након тога и дисквалификациони црвени картон.

## Популарност
У 90-им годинама спорт је био популаран само у Азији, док данас ужива углед целог света. Веома је популаран у Европи, Америци као и Африци. Права преноса купују водеће спортске станице. Овај спорт је и даље у експанзији.